# Daniel Leyonancker
Daniel Leyonancker (före adlandet Young), född 20 februari 1627 i Skottland, död 1688 i Stockholm, var industriman, köpman och riksdagsman.

## Biografi
Daniel Young var son till sjökaptenen Daniel Young. Han utvandrade som ung till Lübeck och flyttade därifrån vidare till Stockholm där han 1649 fick burskap som kryddhandlare. Ganska snart kom han att engagera sig i andra typer av affärer, 1651-1653 hade han tillsammans med Caspar Kohl monopol på importen av tobak samt samarbetade med Jacob Reenstierna den äldre och var tillsammans med honom direktör för Västerviks skeppskompani. 1665 blev han assessor i sjörätten och 1666 adlades han och tog då namnet Leyonancker. 1666 lämnade Leyonancker och Reenstierna Västerviks skeppskompani efter en schism inom rederiet och tillsammans åtog de båda sig i stället arrendet av drottning Kristinas underhållsländer Ösel och Gotland. Leyonancker var ledamot av en kommission i sjörätten till Göteborg och Wismar 1667 och var 1668-1674 kommissarie i kommerskollegium. 1671 råkade dock Leyonancker i konflikt med Reenstierna, sedan han sålt sitt hus vid Södermalmstorg till Pontus Fredrik De la Gardie trots att han tidigare pantsatt det till Reenstierna. Det gjorde att samarbetet kring underhållsländerna upphörde. 1662 övertog han efter rådmannen Hans Olofsson Törne privilegiet på ett linneväveri på Södermalm och 1664 blev han medintressent i vantmakeriet på Tyresö och övertog ledningen för detsamma. Senast 1668 upprättade han en egen klädesmanufaktur på Södermalm.
Leyonancker deltog vid riksdagarna 1668, 1672, 1675, 1678, 1682-1683 och 1686 som representant för sin adelssläkt. Han blev 1682 kommerseråd.